# Liebefeld
Liebefeld est une localité de la municipalité de Köniz dans le canton de Berne en Suisse.
Sa population était de 5 519 habitants en 2010.

## Anecdote
De 1998 à 2000, Kim Jong-un est élève de 7e, de 8e puis de 9e à l'école publique de Liebefeld, sous l'identité de Pak Un. Il obtient de bons résultats en mathématiques et en arts plastiques mais il se distingue surtout par ses talents de joueur de basketball.